# The Qemists
The Qemists —це електронний музичний гурт з Брайтона, Велика Британія. Гурт підписав контракт з FiXT Music, який є інді-лейблом що базується в Дейтройті. Склад гурту: басист Ден Арнольд (Den Arnold), ударник Леон Харріс (Leon Harris), гітарист Лаєм Блек (Liam Black) та вокалісти Бруно Боланта (Bruno Balanta) і Олівер Сіммонс (Oliver Simmons).

## Історія
Спочатку The Qemists грали як рок-гурт у складі барабанщика, басиста і гітариста, проводячи багато часу в турах Великою Британією і Європою, а також проводячи не менше часу в студії. Бувши учасниками рок-гурту, до кінця 90-х зацікавились драм-енд-бейс музикою. Протягом декількох років вони виступали вдень як рок-група, а вночі  працювали в клубах D'n'B-діджеями. Це поєднання інтересів і стало основою теперішнього стилю The Qemists. Крім цього вони ще й підробляли звукооператорами у Basement Jaxx, Kano, і Lady Sovereign.
Їх дебютним релізом на Ninja Tune був ремікс пісні Coldcut — «Everything Is Under Control», який отримав величезну підтримку від «Radio 1 Zane Lowe», «1Xtra Crissy Criss», «Andy C» і «Pendulum». 
Їхній перший сингл «Stompbox» пролунав у фільмах Телепорт і «Без компромісів», а також у декількох іграх: MotorStorm: Pacific Rift, Pure, Need for Speed: Undercover, SSX, Midnight Club: Los Angeles і Blur.
Сингл «Lost Weekend» пролунав у іграх Colin McRae: Dirt 2 і Need for Speed: Shift
Музичні треки "Stompbox" і "Tom Cat" звучали в бойовику Blitz (2011).
У 2009 колектив підтримав Enter Shikari у світовому турне, а також провів власний тур по Великій Британії.
У листопаді 2015 гурт підписав контракт з Amazing Record, плануючи випуск нового, третього студійного  альбому "Warrior Sound" у березні 2016 року.

## Музичний стиль
Оскільки корені групи лежать у важкій рок-музиці, то цей сплав року і d'n'b часто порівнюють з гуртами Pendulum та Prodigy. Вони мають схожий стиль та історію: 3 учасники, 2 вініл-програвачі (деки), 2 лептопи з DJ сетами - все це дозволяє створювати ремікси наживо на концертах з техно-звуком, живими барабанами і гітарами.

## Дискографія

### Студійні альбоми
- Join the Q [en](2009)
- Spirit in the System[en] (2010)
- Warrior Sound[en] (2016)

### Збірки
- Soundsystem (2011)

### Сингли
- React (12" винил, 2004)
- Summer Son (12" винил, 2004)
- Iron Shirt/Let There Be Light (2006)
- Stompbox (2007)
- Dem Na Like Me (2008)
- Lost Weekend (2008)
- On The Run (2009)
- Drop Audio (2009)
- S.W.A.G. (2009)
- Your Revolution (2010)
- No More (2013)
- Run You (2016)
- Anger (feat. Kenta Koie of Crossfaith) (2016)